# Friesodielsia desmoides
Friesodielsia desmoides är en kirimojaväxtart som först beskrevs av William Grant Craib, och fick sitt nu gällande namn av Cornelis Gijsbert Gerrit Jan van Steenis. Friesodielsia desmoides ingår i släktet Friesodielsia och familjen kirimojaväxter. Inga underarter finns listade i Catalogue of Life.

## Bildgalleri

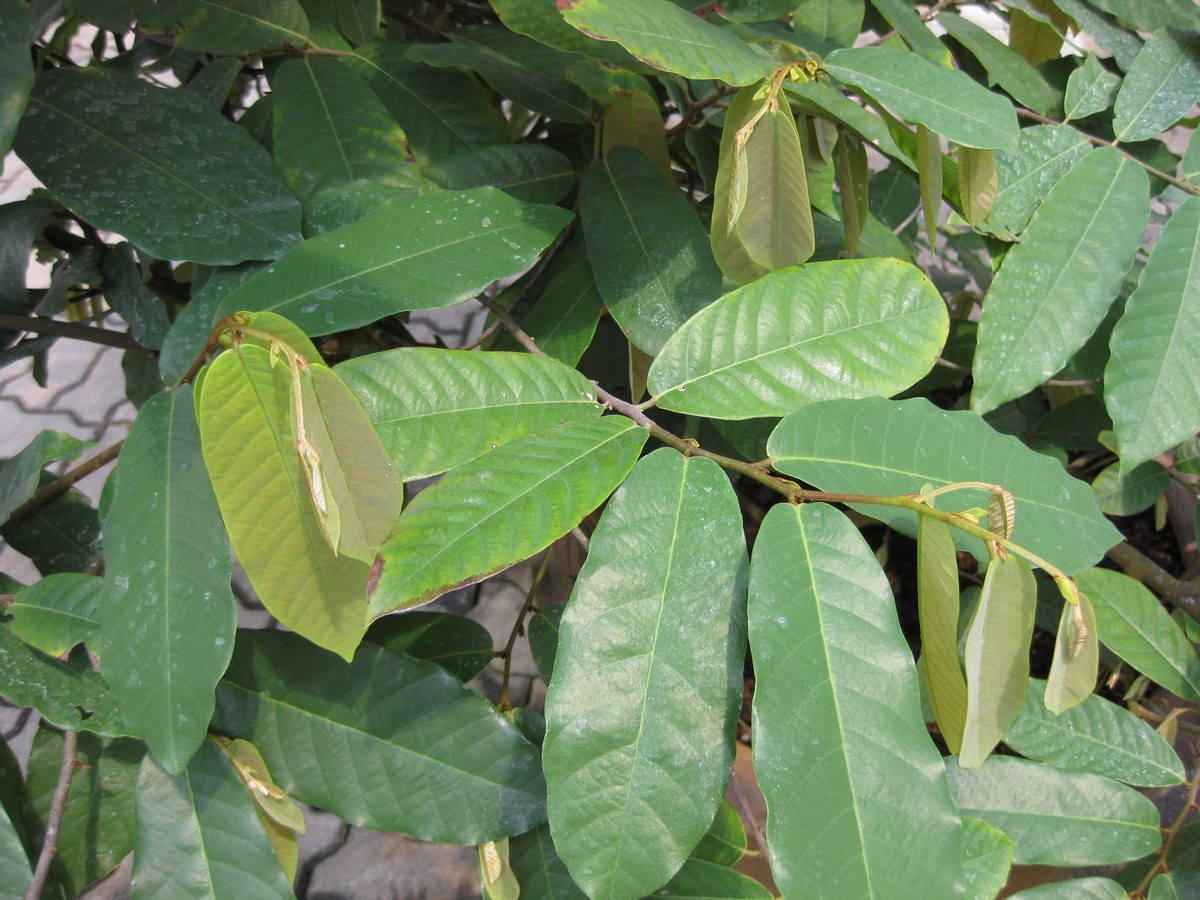
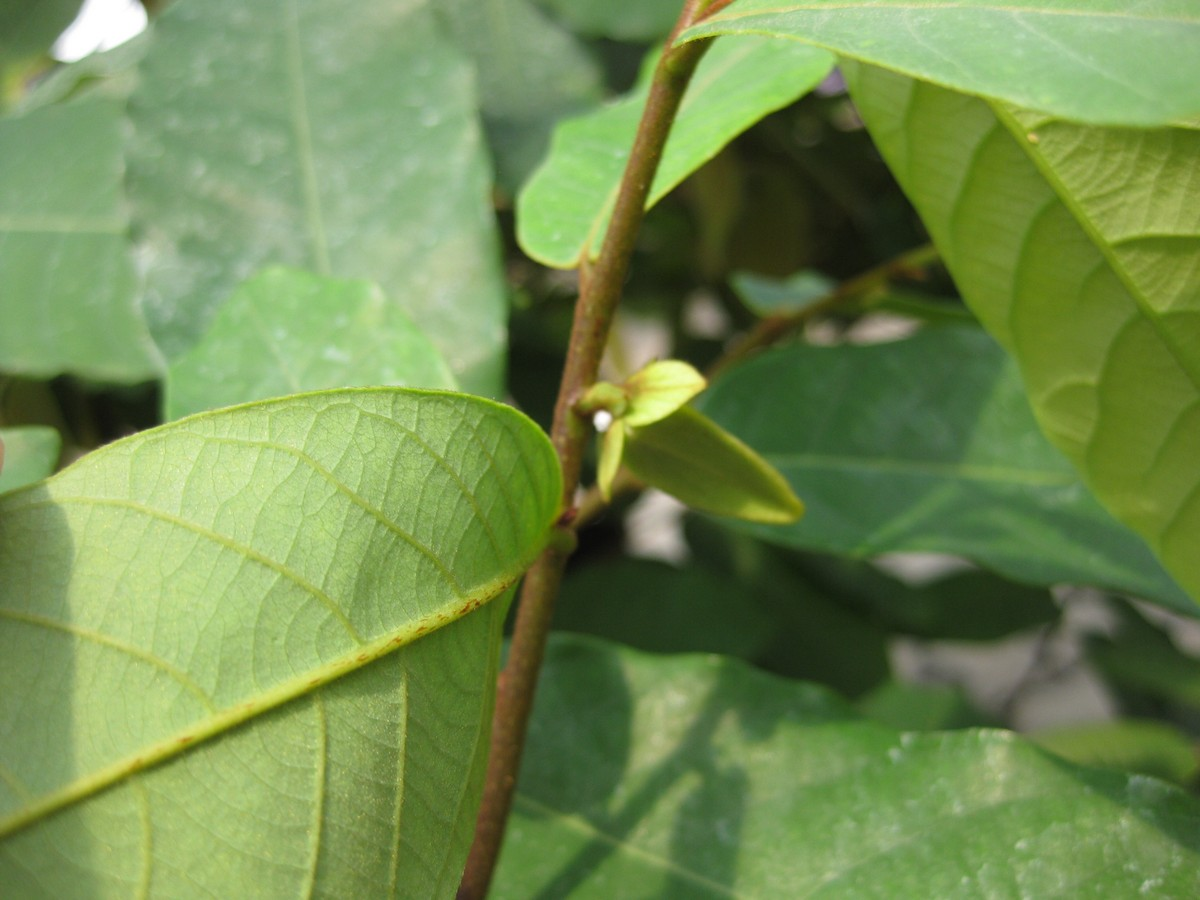
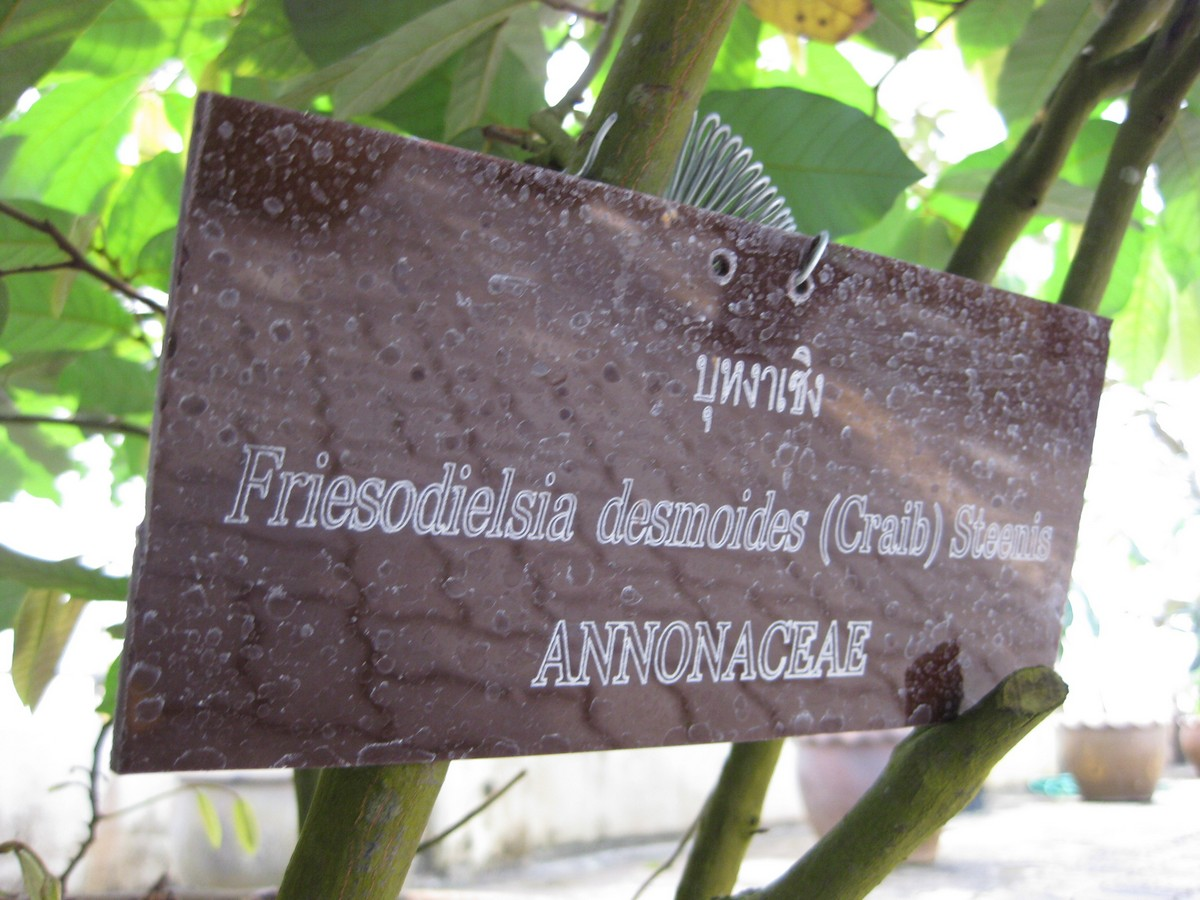